# La finestra socchiusa
La finestra socchiusa (The Window) è un film statunitense diretto nel 1949 da Ted Tetzlaff. Il film valse un Oscar speciale al giovane protagonista Bobby Driscoll (all'epoca sotto contratto con la Disney) e un Edgar Award per la migliore sceneggiatura. Il lungometraggio è stato oggetto di vari rifacimenti, l'ultimo dei quali è La finestra sul delitto (1984).

## Trama
Tommy, un ragazzino dalla fantasia sbrigliata, dopo aver messo a dura prova la sopportazione di amici e genitori con le storie più incredibili, si troverà ad essere unico testimone di un omicidio. Questa volta non gli crederanno né i genitori, né la polizia e si troverà a dover affrontare da solo gli insospettabili vicini di casa, autori del delitto, che vogliono eliminarlo.